# ملفی
ملفی (به ایتالیایی: Melfi) یک کومونه در ایتالیا است که در استان پوتنزا واقع شده‌است.

## خصوصیات
ملفی ۲۱۰ کیلومترمربع مساحت و ۱۷٬۵۰۰ نفر جمعیت دارد و ۵۳۲ متر بالاتر از سطح دریا واقع شده‌است.